# Bunzlauer Torturm

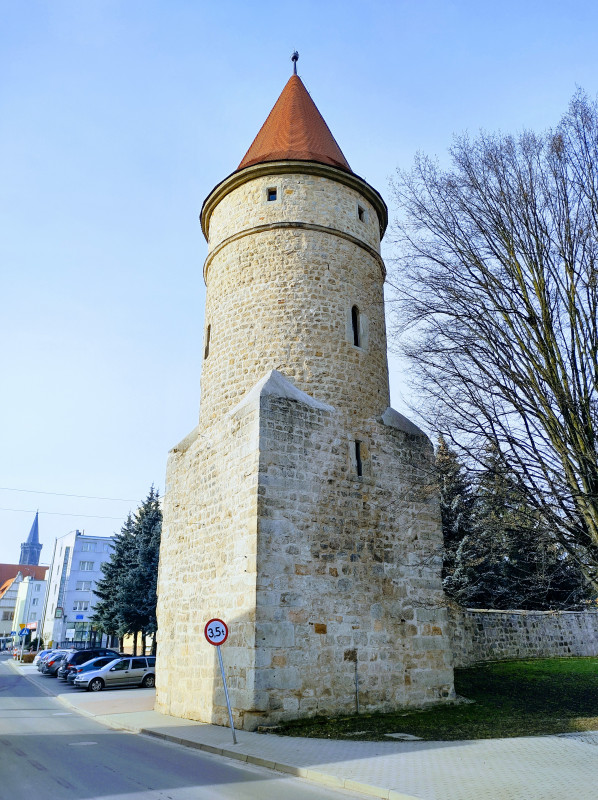
Bunzlauer Torturm

Der Bunzlauer Torturm (polnisch Baszta Bramy Bolesławieckiej) in Lwówek Śląski (Löwenberg in Schlesien) ist ein Teil der  mittelalterlichen Bunzlauer Stadtbefestigung.

## Geschichte
Der Turm wurde im 13. Jahrhundert erbaut und sollte den Eingang zur Stadt im Norden beschützen. Im 16. Jahrhundert wurde der Turm zerstört und wiederaufgebaut. Im Dreißigjährigen Krieg verlor der Turm 1641 seinen oberen Teil und wurde anschließend zum Stadtgefängnis umgebaut. Bei einem Brand im Jahr 1752 wurden der Turm und seine barocke Kuppel erheblich beschädigt. Eine Sanierung der Turmruine durch die Stadt Bunzlau wurde nicht durchgeführt. Im 19. Jahrhundert wurde der Turm als Eiskeller genutzt. Eine erste Instandsetzung wurde vor dem Zweiten Weltkrieg durchgeführt. Nach dem Übergang Schlesiens an Polen infolge des Weltkriegs erfolgte 1959–1960 eine Innenrenovierung; zugleich erhielt der Turm ein Flachdach.

## Architektur
Der Turm des ehemaligen Bunzlauer Tors hat einen quadratischen Unterbau mit einem zylindrischen Aufsatz. Damit greift der Baustil eine Bautypologie auf, welche bei der Pfarrkirche und dem Rathaus von Löwenberg verwendet worden war.